# F3 sudamericana
Il campionato di F3 sudamericana è stato un campionato che impiegava vetture della categoria Formula 3. La serie ha visto tra i suoi protagonisti Nelson Piquet Jr., Ricardo Zonta e Hélio Castroneves. Si è svolto dal 1987 al 2013, venendo sostituito dal 2014 dalla F3 brasiliana.

## La storia

### La nascita
Prima della creazione del campionato, nel 1987, nel continente si disputava il Campionato Codasur ,  corso tra il 1983 e il 1986. 
Questa serie utilizzava telai locali (Berta, Muffato) o di Formula 3 (Ralt) con motore VW, Renault 1500-1600cc. Tutti i quattro titoli vennero vinti dall'argentino Guillermo Maldonado. Maldonado, così come molti suoi avversari, era anche proprietario del suo team.
Alla fine di 1986, i partecipanti al Codasur, assieme alle organizzazioni nazionali  dell'automobilismo sportivo, decisero di passare a una categoria di vetture che fosse utilizzata anche in Europa. La scelta cadde sulla F3, in quanto lo scopo del campionato divenne quello di formare i giovani piloti del continente, prima dell'approdo ai più importanti campionati internazionali.

### I primi anni
Pur potendo disporre di telai di F3 già utilizzati, i responsabili del campionato decisero inizialmente di commissionare uno specifico tipo di vettura al costruttore argentino Oreste Berta. Il Berta Mk3 fu l'unico utilizzato nel 1987, mentre dalla stagione 1988 venne aperta la concorrenza ad altri costruttori. Fino alla metà degli anni novanta presero parte telai di Reynard, Ralt, TOM'S e Dallara. La superiorità dei telai Dallara fece diventare il campionato un monomarca.
Nei primi anni '90 era stato inoltre istituito un campionato solamente brasiliano di Formula 3 creando così una situazione di conflitto tra due campionati, concorrenti nello stesso continente.

### Dal 2005 a oggi
Dal 2005, col fine di ridurre i costi del campionato, è stato deciso di far utilizzare solo motori prodotti da Berta. I motori sono utilizzati da chi compete nella Classe A, mentre i concorrenti della Class B, o Light, possono utilizzare anche propulsori di altri costruttori, come la Mugen-Honda, montati su telai più anziani. La Class A utilizzava, nel 2006, i Dallara F301 (anno di costruzione 2001) mentre la B gli F394. I telai della F3 sono pensati per un ciclo di vita triennale, con soli pochi aggiustamenti annui. Nel 2009 tutti utilizzarono dei telai F309, mentre nessuno paretcipò alla Classe B.

## I circuiti

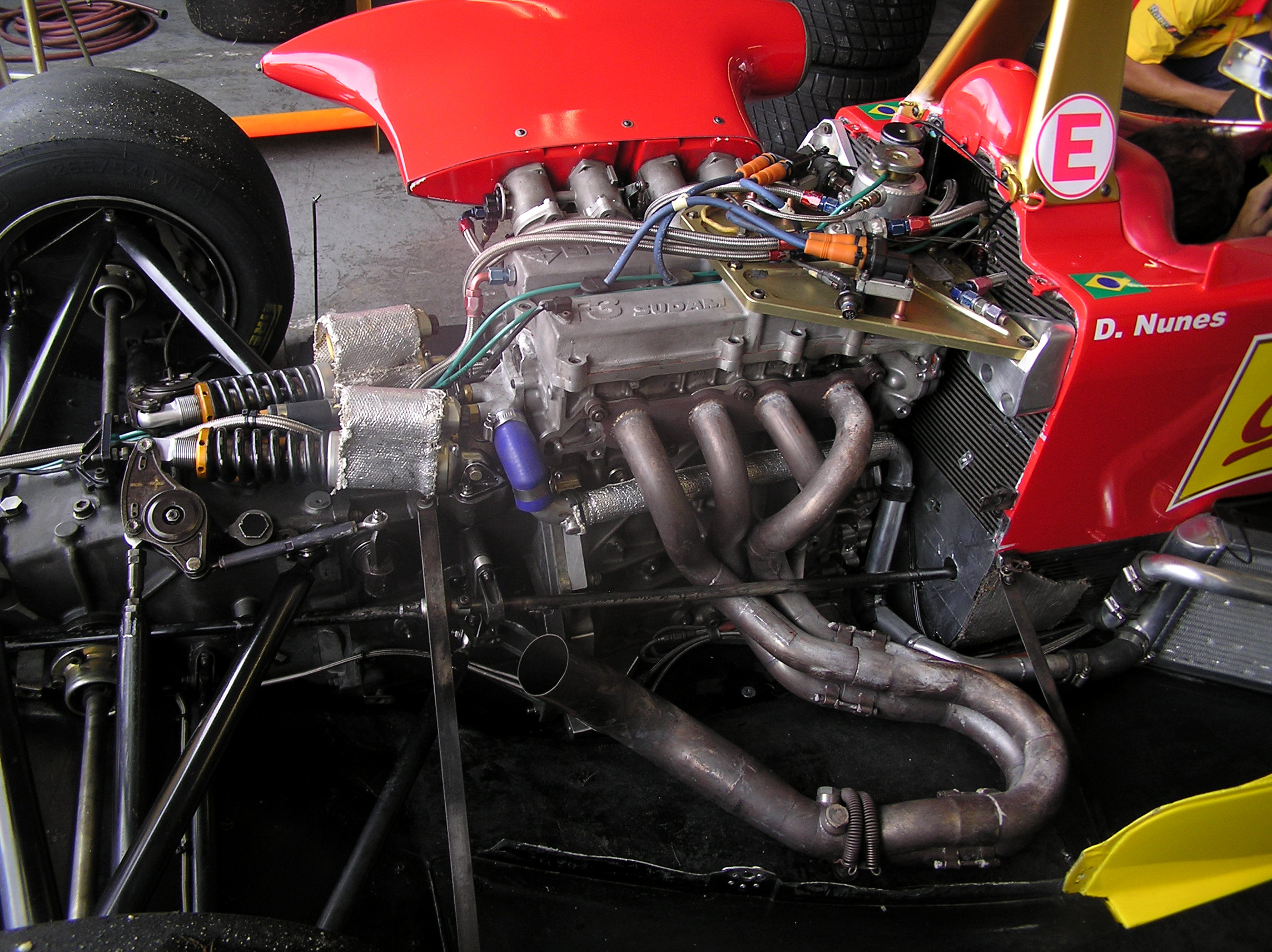
Un motore Berta

Nella prima fase della sua esistenza il campionato prevedeva gare in Argentina, Brasile, Cile e Uruguay. Tra il 2002 e il 2008, la serie si è limitata a gare in Argentina e Brasile. Il gran premio di Piriápolis, in Uruguay, è ritornato nel calendario dal 2009.

## Team e piloti
Fino dalla sua nascita la  F3 Sudamericana è stata dominata da piloti e team brasiliani o argentini, anche se nell'ultimo decennio la preponderanza di concorrenti è giunta dal Brasile. Dal 2001 una sola gara non è stata vinta da un pilota  brasiliano. Anche nell'anno 2008 solo pochi piloti argentini o uruguayani hanno preso parte al campionato, e solo nelle gare corse nel loro Paese. Nel 2009 solo piloti brasiliani vi hanno partecipato, tranne una presenza di un pilota europeo, in una sola gara.
Gli organizzatori hanno tentato di rendere il campionato più interessante anche per i piloti di altri Paesi del continente, sia riducendo i costi sia cercando di promuovere la serie. Nella stagione il campionato è stato affiancato, nelle tappe brasiliane, dal Trofeo Maserati.
A causa della lontananza rispetto a Europa e Nordamerica il campionato non è riuscito a produrre un alto numero di piloti che poi hanno scalato i vertici dello sport automobilistico mondiale. Oltre a quelli già citati, si possono ricordare  Christian Fittipaldi (nipote di Emerson), Bruno Junqueira, Lucas Di Grassi e Alexandre Sarnes Negrão.

## Albo d'oro
| Stagione | Campione                                        |
| -------- | ----------------------------------------------- |
| 1987     | Leonel Friedrich Berta Mk 3 Volkswagen          |
| 1988     | Juan Carlos Giacchino Dallara F388 Alfa Romeo   |
| 1989     | Gabriel Furlan Dallara F388 Alfa Romeo          |
| 1990     | Christian Fittipaldi Reynard 883 Alfa Romeo     |
| 1991     | Affonso Giaffone Ralt RT34 Volkswagen           |
| 1992     | Marcos Gueiros Ralt RT34 Mugen Honda            |
| 1993     | Fernando Croceri Ralt RT34 Mugen Honda          |
| 1994     | Gabriel Furlan Dallara F390 Fiat-Alfa Romeo     |
| 1995     | Ricardo Zonta Dallara F934 Mugen Honda          |
| 1996     | Gabriel Furlan Dallara F394 Fiat                |
| 1997     | Bruno Junqueira Dallara F394 Opel               |
| 1998     | Gabriel Furlan Dallara F394 Mitsubishi          |
| 1999     | Hoover Orsi Dallara F394 Mugen Honda            |
| 2000     | Vítor Meira Dallara F300 Mugen Honda            |
| 2001     | Juliano Moro Dallara F301 Mugen Honda           |
| 2002     | Nelson Angelo Piquet Dallara F301 Mugen Honda   |
| 2003     | Danilo Dirani Dallara F301 Mugen Honda          |
| 2004     | Alexandre Negrão Dallara F301 Mugen Honda Berta |
| 2005     | Alberto Valerio Dallara F301 Berta              |
| 2006     | Luiz Razia Dallara F301 Berta                   |
| 2007     | Clemente Faria Jr. Dallara F301 Berta           |
| 2008     | Nelson Merlo Dallara F301 Berta                 |
| 2009     | Leonardo Cordeiro Dallara F309 Berta            |
| 2010     | Yann Cunha Dallara F309 Berta                   |
| 2011     | Fabiano Machado Dallara F309 Berta              |
| 2012     | Fernando Resende Dallara F309 Berta             |
| 2013     | Felipe Guimarães Dallara F309 Berta             |